# Ribe-kirurzi
Ribe-kirurzi (hrv. bodljorepke, lat. Acanthuridae), porodica isključivo morskih riba od kojih 5 vrsta živiu Atlantiku a ostale u Pacifiku i Indijskom oceanu. Porodica se sastoji se od 6 rodova s 82 vrste, osobito ih ima oko koraljnih grebena. Kirurzi se hrane algama s bentosa, a neke vrste i zooplanktonom.
Prve tri poznate vrste unutar ove porodice opisao je Linnaeus 1758, to su Acanthurus lineatus, Acanthurus nigricans i Acanthurus triostegus. Mnoge se vrste se zbog atraktivnih boja drže po akvarijima, a među njima je najpoznatija Zebrasoma flavescens.
U 8. mjesecu 2024. godine, u Kostreni kod Rijeke, prvi puta uočen je u Jadranu jedan pripadnik ove porodice, a pripada vrsti Acanthurus monroviae. koja je raširena po istočnom Atlantiku, od Maroka do Angole.

## Rodovi i vrste
1. Acanthurus Forsskål, 1775
  1. Acanthurus achilles Shaw, 1803
  2. Acanthurus albipectoralis Allen & Ayling, 1987
  3. Acanthurus auranticavus Randall, 1956
  4. Acanthurus bahianus Castelnau, 1855
  5. Acanthurus bariene Lesson, 1831
  6. Acanthurus blochii Valenciennes, 1835
  7. Acanthurus chirurgus (Bloch, 1787)
  8. Acanthurus chronixis Randall, 1960
  9. Acanthurus coeruleus Bloch & Schneider, 1801
  10. Acanthurus dussumieri Valenciennes, 1835
  11. Acanthurus fowleri de Beaufort, 1951
  12. Acanthurus gahhm (Forsskål, 1775)
  13. Acanthurus grammoptilus Richardson, 1843
  14. Acanthurus guttatus Forster, 1801
  15. Acanthurus japonicus (Schmidt, 1931)
  16. Acanthurus leucocheilus Herre, 1927
  17. Acanthurus leucopareius (Jenkins, 1903)
  18. Acanthurus leucosternon Bennett, 1833
  19. Acanthurus lineatus (Linnaeus, 1758)
  20. Acanthurus maculiceps (Ahl, 1923)
  21. Acanthurus mata (Cuvier, 1829)
  22. Acanthurus monroviae Steindachner, 1876
  23. Acanthurus nigricans (Linnaeus, 1758)
  24. Acanthurus nigricauda Duncker & Mohr, 1929
  25. Acanthurus nigrofuscus (Forsskål, 1775)
  26. Acanthurus nigroris Valenciennes, 1835
  27. Acanthurus nubilus (Fowler & Bean, 1929)
  28. Acanthurus olivaceus Bloch & Schneider, 1801
  29. Acanthurus polyzona (Bleeker, 1868)
  30. Acanthurus pyroferus Kittlitz, 1834
  31. Acanthurus randalli Briggs & Caldwell, 1957
  32. Acanthurus reversus Randall & Earle, 1999
  33. Acanthurus sohal (Forsskål, 1775)
  34. Acanthurus tennentii Günther, 1861
  35. Acanthurus thompsoni (Fowler, 1923)
  36. Acanthurus triostegus (Linnaeus, 1758)
  37. Acanthurus tristis Randall, 1993
  38. Acanthurus xanthopterus Valenciennes, 1835
2. Ctenochaetus Gill, 1884
  1. Ctenochaetus binotatus Randall, 1955
  2. Ctenochaetus cyanocheilus Randall & Clements, 2001
  3. Ctenochaetus flavicauda Fowler, 1938
  4. Ctenochaetus hawaiiensis Randall, 1955
  5. Ctenochaetus marginatus (Valenciennes, 1835)
  6. Ctenochaetus striatus (Quoy & Gaimard, 1825)
  7. Ctenochaetus strigosus (Bennett, 1828)
  8. Ctenochaetus tominiensis Randall, 1955
  9. Ctenochaetus truncatus Randall & Clements, 2001
3. Naso Lacepède, 1801
  1. Naso annulatus (Quoy & Gaimard, 1825)
  2. Naso brachycentron (Valenciennes, 1835)
  3. Naso brevirostris (Cuvier, 1829)
  4. Naso caeruleacauda Randall, 1994
  5. Naso caesius Randall & Bell, 1992
  6. Naso elegans (Rüppell, 1829)
  7. Naso fageni Morrow, 1954
  8. Naso hexacanthus (Bleeker, 1855)
  9. Naso lituratus (Forster, 1801)
  10. Naso lopezi Herre, 1927
  11. Naso maculatus Randall & Struhsaker, 1981
  12. Naso mcdadei Johnson, 2002
  13. Naso minor (Smith, 1966)
  14. Naso reticulatus Randall, 2001
  15. Naso tergus Ho, Shen & Chang, 2011
  16. Naso thynnoides (Cuvier, 1829)
  17. Naso tonganus (Valenciennes, 1835)
  18. Naso tuberosus Lacepède, 1801
  19. Naso unicornis (Forsskål, 1775)
  20. Naso vlamingii (Valenciennes, 1835)
4. ParacanthurusBleeker, 1863
  1. Paracanthurus hepatus (Linnaeus, 1766)
5. Prionurus Lacepède, 1804
  1. Prionurus biafraensis (Blache & Rossignol, 1962)
  2. Prionurus chrysurus Randall, 2001
  3. Prionurus laticlavius (Valenciennes, 1846)
  4. Prionurus maculatus Ogilby, 1887
  5. Prionurus microlepidotus Lacepède, 1804
  6. Prionurus punctatus Gill, 1862
  7. Prionurus scalprum Valenciennes, 1835
6. Zebrasoma Swainson, 1839
  1. Zebrasoma desjardinii (Bennett, 1836)
  2. Zebrasoma flavescens (Bennett, 1828)
  3. Zebrasoma gemmatum (Valenciennes, 1835)
  4. Zebrasoma rostratum (Günther, 1875)
  5. Zebrasoma scopas (Cuvier, 1829)
  6. Zebrasoma velifer (Bloch, 1795)
  7. Zebrasoma xanthurum (Blyth, 1852)